# Pearl Harbor (pel·lícula)
Pearl Harbor és una pel·lícula bèl·lica estrenada l'estiu de l'any 2001 per Touchstone Pictures, interpretada per: Ben Affleck, Alec Baldwin, Jon Voight, Josh Hartnett, Kate Beckinsale, Cuba Gooding Jr., Dan Aykroyd, Jaime King i Jennifer Garner. És una revisió dramàtica dels fets a l'atac a Pearl Harbor. Fou produïda per Jerry Bruckheimer i Michael Bay, que anteriorment havien realitzat èxits estiuencs com: Armageddon i La Roca. La part final de la pel·lícula explica la Incursió Doolittle, el primer atac americà a les illes japoneses durant la Segona Guerra Mundial. La pel·lícula va ser un èxit de taquilla, recaptant 59 milions de dòlars el cap de setmana d'estrena i 449,2 milions de dòlars a tot el món, convertint-se en la sisena pel·lícula més taquillera del 2001.
Pearl Harbor es va estrenar a Hawaii el 21 de maig de 2001. La pel·lícula es va estrenar a Suïssa el 31 de maig, i a Alemanya i Àustria el 7 de juny. Amb un pressupost de producció de 140 milions de dòlars, la producció conjunta de Touchstone Pictures i Jerry Bruckheimer Films va aconseguir la sisena recaptació més alta de taquilla de l'any amb 449 milions de dòlars.
La pel·lícula es va estrenar en DVD i VHS a finals del 2001. Pearl Harbor es va emetre per primera vegada a la televisió alemanya el 2002 en televisió de pagament i el 2004 en televisió gratuïta. Des del 2007, la pel·lícula també s'ha estrenat en Blu-ray.
El 2002 es va produir una versió del director de Pearl Harbor per al seu llançament en DVD. Aquesta nova versió és un minut més llarga i el metratge addicional es refereix principalment a escenes violentes. La versió del director de Pearl Harbor ha estat qualificada com a 16+ per l' Associació Federal Alemanya (FSK). Està disponible exclusivament en DVD.

## Argument
Rafe McCawley i Danny Walker són dos joves amics i pilots americans que aprengueren a volar en avions fumigadors. Rafe està enamorat d'Evelyn Stewart, una preciosa i valent infermera que presta serveis a la Marina dels Estats Units. La pel·lícula es basa en la seva història d'amor a tres bandes en el que es troben involucrats en el sagnant atac a la base militar de Pearl Harbor a Hawaii durant la Segona Guerra Mundial.

## Repartiment
| Actor             | Personatge                         | Càrrec del personatge a la pel·lícula                   |
| ----------------- | ---------------------------------- | ------------------------------------------------------- |
| Ben Affleck       | Capità Rafe McCawley               | Cos Aeri de l'Exèrcit dels Estats Units                 |
| Josh Hartnett     | Capità Danny Walker                | Cos Aeri de l'Exèrcit dels Estats Units                 |
| Kate Beckinsale   | Tinent d'infermeria Evelyn Johnson | Cos d'infermeres de l'Exèrcit dels Estats Units         |
| Alec Baldwin      | Tinent Coronel Jimmy Doolittle     | Cos Aeri de l'Exèrcit dels Estats Units                 |
| Jon Voight        | Franklin D. Roosevelt              | President dels Estats Units                             |
| Dan Aykroyd       | Capità Thurman                     | Intel·ligència de la Marina dels Estats Units d'Amèrica |
| Cuba Gooding Jr.  | Suboficial Doris Miller            | Marina dels Estats Units d'Amèrica                      |
| William Lee Scott | Tinent Billy Thompson              | Cos Aeri de l'Exèrcit dels Estats Units                 |
| Jaime King        | Infermera Betty Bayer              | Cos d'infermeres de l'Exèrcit dels Estats Units         |
| Tom Sizemore      | Sargent Earl Sistern               | Cos Aeri de l'Exèrcit dels Estats Units                 |
| Mako Iwamatsu     | Almirall Isoroku Yamamoto          | Marina Imperial Japonesa                                |
| Catherine Kellner | Infermera Barbara                  | Cos d'infermeres de l'Exèrcit dels Estats Units         |
| Sara Rue          | Infermera Martha                   | Cos d'infermeres de l'Exèrcit dels Estats Units         |
| Jennifer Garner   | Infermera Sandra                   | Cos d'infermeres de l'Exèrcit dels Estats Units         |
| Colm Feore        | Almirall Husband E. Kimmel         | Marina dels Estats Units d'Amèrica                      |
| Ewen Bremner      | Tinent Red Winkle                  | Cos Aeri de l'Exèrcit dels Estats Units                 |